# مالایا برستوویتسا
مالایا برستوویتسا (به لاتین: Malaya Berestovitsa) یک منطقهٔ مسکونی در بلاروس است که در منطقه گرودنو واقع شده‌است.